# Augusto Pedro de Mendoça Rolim de Moura Barreto
Augusto Pedro de Mendoça Rolim de Moura Barreto (Lisboa, 4 de agosto de 1835 – Lisboa, 22 de novembro de 1914) foi um aristocrata português e membro da família real portuguesa.

## Vida
Nasceu em Lisboa em 4 de agosto de 1835, sendo o filho mais novo de Nuno José Severo de Mendoça Rolim de Moura Barreto, 3.º duque de Loulé, 2.º marquês de Loulé e 9.º conde de Vale de Reis, e da infanta Ana de Jesus Maria de Bragança.
Foi neto paterno de Agostinho Domingos José de Mendoça Rolim de Moura Barreto, 1.º marquês de Loulé e 8.º conde de Vale de Reis, e de Maria Margarida do Carmo de Lorena e Menezes, filha dos marqueses de Marialva e neta dos Duques de Cadaval.
Seus avós maternos eram o rei João VI de Portugal e a rainha Carlota Joaquina da Espanha. Por sua mãe, era sobrinho do imperador Pedro I do Brasil e primo da rainha Maria II de Portugal, do imperador Pedro II do Brasil, do pretendente ao trono de Portugal Miguel Januário, do Conde de Montemolín e do Conde de Montizón.
Político e diplomata, foi adido na embaixada portuguesa em Londres (1853-1859) e Deputado da Nação pelo Partido de Loulé (1861-1864).
Juntamente com seus irmãos foi herdeiro, em 1874, de parte dos bens de sua tia materna Maria Teresa de Bragança, a qual havia contraído matrimónio com o infante Carlos María Isidro Benito de Borbón, pretendente carlista ao trono espanhol.

## Casamento e descendência

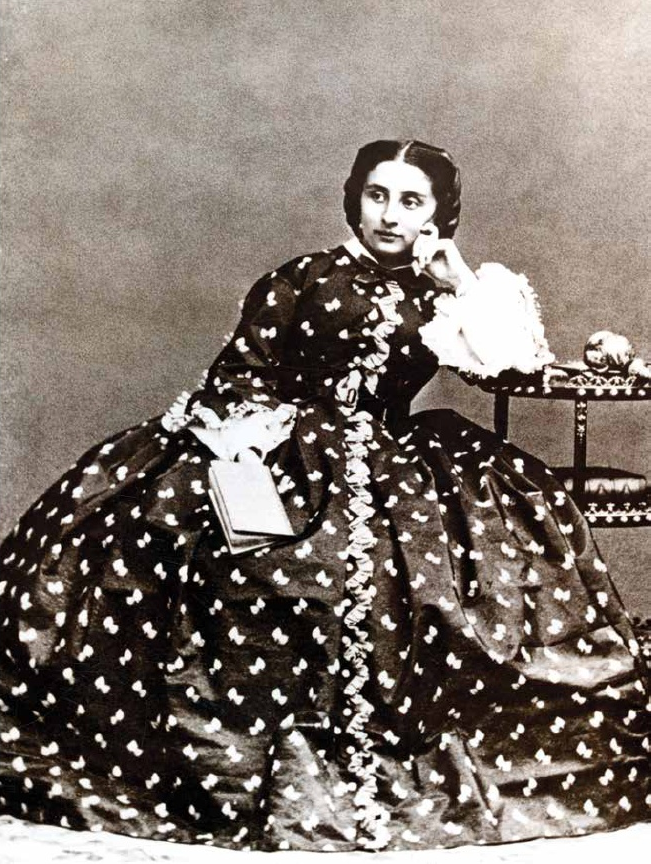
D. Maria da Assunção Ferreira, Condessa da Azambuja

Contraiu matrimónio com Maria da Assunção Ferreira, dama da rainha Amélia de Orleães, filha de António Bernardo Ferreira, cavaleiro da Casa Real, e de Antónia Adelaide Ferreira (conhecida como “A Ferreirinha”), possuidora de uma grande fortuna em Porto e Alto Douro.
Deste matrimónio nascerem doze filhos:
1. Nuno de Mendoça Rolim de Moura Barreto, 4.º Conde da Azambuja (Lisboa, 20 de janeiro de 1861), casado com Maria Bernardina Manoel de Mendonça Côrte-Real, dos marqueses de Tancos.
2. Antónia Josefa de Jesus Maria Francisca Xavier de Mendoça (Lisboa, 9 de dezembro de 1861), casada com José de Mello, dos marqueses de Sabugosa.
3. António José de Mendoça Rolim de Moura Barreto (Lisboa, 7 de novembro de 1862), com descendência ilegítima.
4. Ana de Jesus Maria de Mendoça Rolim de Moura Barreto (Lisboa, 7 de dezembro de 1863), casada com Miguel Evaristo Teixeira de Barros.
5. Pedro José de Mendoça Rolim de Moura Barreto (Lisboa, 10 de outubro de 1864), casado com Adelaide Maria José de Almeida e Vasconcelos, 2.ª Condessa de Mossâmedes.
6. Maria Margarida José de Jesus Francisca Xavier de Mendoça (Lisboa, 25 de outubro de 1865), casada com António José Maria da Horta Telles Machado de Franca, 1.º Conde de Marim.
7. Maria do Carmo de Mendoça Rolim de Moura Barreto (Lisboa, 27 de dezembro de 1866), casada com Enrico, Conde Zileri dal Verme degli Obbizi.
8. Carlota José de Jesus Maria Francisca Xavier de Mendoça Rolim de Moura Barreto (Lisboa, 6 de abril de 1868), casada com José Cyrne de Sousa Madureira de Azevedo Canavarro.
9. Maria Teresa de Mendoça (Lisboa, 14 de setembro de 1869), casada com José António de Siqueira Freire, dos condes de São Martinho.
10. Francisca Xavier José de Mendoça (Lisboa, 18 de outubro de 1870), casada com Luís José Machado de Mendonça Eça Osório Castelo-Branco Vasconcelos e Sousa, 3.º Conde da Figueira.
11. José Maria de Mendoça Rolim de Moura Barreto (Lisboa, 9 de novembro de 1871), casado com Berta de Andrade Bastos.
12. Maria Luísa de Mendoça Rolim de Moura Barreto (Lisboa, 2 de março de 1875), casada com  Ramón de Olazábal y Álvarez de Eulate, 2.º Conde de Arbelaiz.

## Títulos
- 3.º Conde da Azambuja
- 25.º Senhor da Vila da Azambuja e Montargil
- 15.º Senhor de Quarteira